# Kim Dong-moon
Dans ce nom coréen, le nom de famille, Kim, précède le nom personnel.
Kim Dong-moon est un joueur de badminton sud-coréen né le 2 septembre 1975 dans le district de Gokseong.
Aux Jeux olympiques de 1996 à Atlanta, il est sacré champion olympique en double mixte avec Gil Young-ah. Aux Jeux olympiques de 2000 à Sydney, il est médaillé de bronze en double avec Ha Tae-kwon. Il remporte  ensuite le titre olympique en double homme en 2004 à Athènes avec Ha Tae-kwon.